# Floria Gueï
Floria Gueï (* 2. Mai 1990 in Nantes) ist eine französische Leichtathletin, die sich auf den 400-Meter-Lauf spezialisiert hat. Ihre größten Erfolge erzielte sie mit der französischen 4-mal-400-Meter-Staffel.

## Sportliche Laufbahn
Erste internationale Erfahrungen sammelte Floria Gueï beim Europäischen Olympischen Jugendfestival (EYOF) in Belgrad, bei dem sie im 200-Meter-Lauf in 24,30 s den vierten Platz belegte und mit der französischen 4-mal-100-Meter-Staffel in 46,43 s die Silbermedaille gewann. Im Jahr darauf schied sie bei den Juniorenweltmeisterschaften in Bydgoszcz im 400-Meter-Lauf mit 55,74 s in der ersten Runde aus, belegte aber mit der französischen 4-mal-400-Meter-Staffel in 3:35,83 min den vierten Platz. 2010 startete sie mit der Staffel bei den Europameisterschaften in Barcelona und verhalf der Mannschaft zum Finaleinzug, wurde aber nicht im Finale eingesetzt. Bei den Halleneuropameisterschaften 2011 in Paris gewann sie gemeinsam mit Muriel Hurtis, Lætitia Denis und Marie Gayot in 3:32,16 min die Bronzemedaille im Staffelbewerb hinter den Teams aus Russland und dem Vereinigten Königreich. Im selben Jahr gewann sie bei den U23-Europameisterschaften in Ostrava in 3:31,73 min ebenfalls die Bronzemedaille hinter Russland und der Ukraine und im Einzelbewerb schied sie mit 54,09 s im Vorlauf aus. 2012 gewann sie bei den Europameisterschaften mit Phara Anacharsis, Lénora Guion-Firmin und Marie Gayot in 3:25,49 min die Silbermedaille hinter der Ukraine. Anschließend nahm sie mit der Staffel an den Olympischen Spielen in London teil und wurde dort in 3:25,92 min Fünfte.
2013 erreichte sie bei den Weltmeisterschaften in Moskau das Halbfinale über 400 Meter, in dem sie mit 51,42 s ausschied, währnend sie in der Staffel (Lénora Guion-Firmin, Muriel Hurtis und Marie Gayot) in 3:24,21 min nachträglich die Bronzemedaille hinter den Vereinigten Staaten und dem Vereinigten Königreich, nachdem die russische Mannschaft wegen eines Dopingvergehens die Goldmedaille aberkannt wurde. Anschließend siegte sie in 52,31 s bei den Spielen der Frankophonie in Nizza und mit der Staffel gewann sie in 3:25,20 min die Bronzemedaille hinter Rumänien und Kanada. Bei den IAAF World Relays 2014 in Nassau wurde Gueï mit Lenora Guion-Firmin, Agnès Raharolahy und Marie Gayot in 3:25,84 min Vierte. Ihr erster Titelgewinn bei einem internationalen Großereignis gelang Floria Gueï schließlich bei den Europameisterschaften in Zürich. Als Schlussläuferin führte sie die französische 4-mal-400-Meter-Staffel um Muriel Hurtis, Agnès Raharolahy und Marie Gayot in 3:24,27 min zum Sieg, als sie auf den letzten 100 Metern noch die drei vor ihr liegenden Läuferinnen aus der Ukraine, Russland und Großbritannien überspurten konnte. Zudem schied sie über 400 Meter mit 52,82 s im Halbfinale aus. Im Jahr darauf siegte sie dann auch bei den Halleneuropameisterschaften in Prag gemeinsam mit Elea Mariama Diarra, Agnes Raharolahy und Marie Gayot in 3:31,61 min die Goldmedaille gewinnen. Über 400 Meter schied sie mit 53,00 s im Halbfinale aus. Bei den World Relays auf den Bahamas kam die Staffel mit Lénora Guion-Firmin, Marie Gayot, Elea Mariama Diarra und Gueï wie im Vorjahr in 3:26,68 min auf den vierten Platz. Im Juli 2015 verbesserte Floria Gueï ihre Bestleistung erst auf 51,09 s und dann auf 50,90 s. Bei den Weltmeisterschaften in Peking steigerte sie sich auf 50,89 s und erreichte das Halbfinale, in dem sie mit 51,30 s ausschied. Mit der Staffel kam sie mit Estelle Perrossier, Marie Gayot und Agnès Raharolahy in 3:26,45 min auf den sechsten Platz. Das Olympiajahr 2016 begann Gueï mit einer Verbesserung ihrer 200-Meter-Hallenbestzeit auf 23,23 s. Auch in der Freiluftsaison stellte sie mit 23,06 s eine neue 200-Meter-Bestzeit auf und im Juni 2016 steigerte sie ihre persönliche 400-Meter-Bestleistung beim Diamond-League-Meeting in Birmingham auf 50,84 s. Bei den Europameisterschaften in Amsterdam gewann sie 51,21 s die Silbermedaille im Einzelrennen hinter der Italienerin Libania Grenot und mit der französischen Staffel gewann sie mit Phara Anacharsis, Brigitte Ntiamoah und Marie Gayot in 3:25,96 min die Bronzemedaille hinter dem Team aus dem Vereinigten Königreich. Im August gelangte sie dann bei den Olympischen Spielen in Rio de Janeiro bis in das Halbfinale über 400 Meter und schied dort mit 51,08 s aus, während sie im Staffelbewerb mit 3:26,18 min den Finaleinzug verpasste.
2017 siegte sie dann mit neuer Bestleistung von 51,90 s bei den Halleneuropameisterschaften in Belgrad über 400 Meter und klassierte sich mit der Staffel mit 3:33,61 min auf Rang fünf. Bei den World Relays in Nassau in 3:35,03 min Achte und im Jahr darauf erreichte sie bei den Europameisterschaften in Berlin mit 51,57 s Rang sieben und im Staffelbewerb gewann sie gemeinsam mit Elea Mariama Diarra, Déborah Sananes und Agnès Raharolahy in 3:27,17 min die Silbermedaille hinter dem Team aus Polen. Bei den World Athletics Relays 2021 im polnischen Chorzów verhalf sie der französischen 4-mal-400-Meter-Staffel zum Finaleinzug. Im August startete sie mit der Staffel bei den Olympischen Sommerspielen in Tokio und verpasste dort mit 3:25,07 min den Finaleinzug. 
In den Jahren 2015, 2016 und 2018 wurde Gueï französische Meisterin im 400-Meter-Lauf.

## Persönliche Bestzeiten
- 200 Meter: 23,00 s (−0,1 m/s), 1. Juni 2016 in Genf
  - 200 Meter (Halle): 23,23 s, 31. Januar 2016 in Lyon
- 400 Meter: 50,84 s, 5. Juni 2016 in Birmingham
  - 400 Meter (Halle): 51,90 s, 4. März 2017 in Belgrad